# 美国军用巧克力

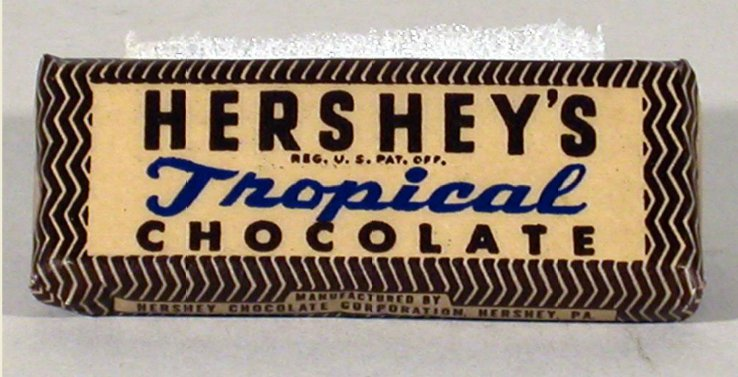
第二次世界大戰時好时提供的美国军用巧克力

軍用巧克力從1937年起即是美軍標準口糧之一，並作為基本野戰口糧與雜物包的一部分配發部隊。巧克力口糧有兩個用途：提高士氣，並作為高熱量、袖珍的緊急口糧。軍用巧克力口糧通常依軍方律定的重量、大小與持久性製造。發給軍人的巧克力大部分由好時公司生產。
當作關懷包裹或提昇士氣用途的軍用巧克力，其味道與成份通常無異於一般市售巧克力，包裝或鑄型卻往往不同。第二次世界大戰中的K-口糧包含一條好時甜巧克力，不過它並非尋常的薄板狀，而是兩端為正方形的長方形厚條。
當作緊急野戰口糧的軍用巧克力與一般巧克力迥異。因為其角色為快速緊急食物，官方起初指出部隊不應該在不必要時便先行食用。然而，即使後來有嘗試改良口味，抗熱巧克力棒從未獲得讚譽。緊急口糧中的巧克力棒為製成高熱量、易攜帶並能抗高溫，抗高溫這點特別重要，因為步兵在戶外行動，有時居於熱帶或沙漠中，而巧克力條就置於貼身的口袋裡；一般巧克力條在此條件下將在幾分鐘內融化。

## 戰時
美軍委製的第一種緊急巧克力口糧是D口糧（D Bar）。軍需官Paul Logan上校在1937年4月接洽好時公司，並與總裁William Murrie與首席化學家Sam Hinkle見面。Milton Hershey對此計畫及感興趣，這次面談遂開啟了D口糧的試驗性生產。
Logan上校對D口糧提出四項要求：
1. 重4盎司
2. 高熱量
3. 抗高溫
4. 味道「比煮馬鈴薯好一點」（防止士兵在非緊急情況下吃緊急口糧）

首席化學家Hinkle因此必須新方法去滿足美軍這種要求，但他很快就發現在巧克力中摻入一定比例的玉米粉或燕麥粉就可以大幅強化巧克力的抗高溫能力。但這種成分改變亦導致好時公司必須要發展一套嶄新的生產方法。此前，巧克力生產設備的設計是讓液態巧克力流入鑄模中。然而，抗高溫巧克力會凝成膠狀，在任何溫度下都無法流動。為了製造這些巧克力條，每4盎司的巧克力必須以手工捏造、秤重並壓入鑄模。結果是得到一條暗棕色的巧克力硬塊，須費些力氣才能弄碎。
Logan上校對首批樣品感到滿意。在1937年6月，美軍訂購9萬條「Logan條」，並在菲律賓、巴拿馬、德州邊界與其他美國基地試用。一些巧克力條甚至成為 Byrd少將第三次南極探險的補給品之一。這些測試是成功的，軍方開始不定期訂購這些巧克力。但這種巧克力在美軍士兵當中評價極差，最直接的原因就是D口糧為了抗高溫的需要改變了巧克力的主要成分，導致這種軍用巧克力的味道與一般巧克力大相逕庭：甜味幾乎消失；抗高溫的特性也導致這種巧克力過於堅硬而難以直接進食，必須要將這些軍用巧克力切成很小塊才能食用，這反而不符合应急口粮原本快速攝取以補充能量的設計目標，部分美軍士兵甚至戲稱這種軍用巧克力為「希特拉的秘密武器」和「狗糧」。
另一方面，隨著美國在珍珠港事變後直接介入第二次世界大戰，這些巧克力條受要求有抗毒氣的包裝。包裝上做了許多改變，反應了1941年至1945年間的物資欠缺與軍方要求。
在1943年，隨著實際的戰時環境暴露出D口糧的種種問題，軍方採購部門與好時公司洽談一種糖果式的巧克力，須改進口味並更抗高溫。在短暫的試驗後，好時公司開始生產Tropical Bar。這種巧克力更像一般的巧克力，其產量超過好時在戰時生產的任一其它產品。雖然保持甜味的嘗試獲得部份成功，許多士兵仍然覺得這種巧克力太硬，而且引不起食慾。雖然如此，這在戰場上是完美的快速點心，或可作為以物易物的材料。
據估計，在1940年至1945年間，共生產約30億條D口糧與Tropical Bar並配發世界各地的軍人。在1939年時，好時的工廠能夠每天生產10萬條巧克力口糧；在大戰末期，好時工廠可以每週生產2,400萬條。由於該公司在戰時的服務，好時巧克力公司獲授予五個陸軍－海軍E生產獎章，以表彰該公司在生產D口糧與Tropical Bar方面的卓越品質與數量。

## 戰後迄今
D Bar的生產在戰後中斷，然而Tropical Bar仍是美軍的標準口糧之一。Tropical Bar見諸越戰與朝鮮戰爭。它搭載於1971年7月的阿波羅15號，因而暫時重獲名聲。
在海灣戰爭中，好時公司測試了一種稱為Desert Bar的抗高溫巧克力。他們為了試銷這種巧克力，運送了144,000條Desert Bar給美軍。根據該公司說法，這種巧克力的耐熱性超過攝氏60度。軍方發言人表示味道不錯，而基層部隊反應不一，於是這種巧克力並未進入商業量產。
現今美國軍隊已沒有發配巧克力條，以牌子名為HOOAH! Bar（現今改名為“士兵燃油”）的營養能量棒取而代之，各種味道當中也有巧克力味，附帶在MRE口粮、FSR口粮和寒冷天氣口糧之內。

## 外部連結
- Hershey Archives — Ration D Bar （页面存档备份，存于）
- Hershey Archives — Tropical Bar History （页面存档备份，存于）
- Price of Freedom: Americans at War （页面存档备份，存于） — Smithsonian Institute Exhibit featuring the Hershey's Tropical Bar
- 69th Tank Battalion （页面存档备份，存于） — Vietnam war veteran speaks about the Hershey's Tropical Bar critically